# Longin Szymański
Longin Szymański (ur. 1908 w Łodzi, zm. ?) – polski urzędnik państwowy i działacz polityczny, poseł do Krajowej Rady Narodowej (1944–1947). 

## Życiorys
Syn Walentego. W Polsce międzywojennej ukończył szkołę handlową w Łodzi, po czym pracował w charakterze urzędnika w zakładach „Siemensa”, następnie robotnika sezonowego w Zarządzie Miejskim i pracownika umysłowego. W 1937 związał się z łódzkim Klubem Demokratycznym, wstąpił do Stronnictwa Demokratycznego, którego struktury regionalne organizował po zakończeniu działań wojennych w 1945. Był członkiem Rady Naczelnej i Centralnego Komitetu. 
W 1945 uzyskał mandat posła do Krajowej Rady Narodowej. Od 1 marca 1947 był ławnikiem w Zarządzie Miejskim w Łodzi odpowiedzialnym za wydziały: Plantacyj, Weterynarii i Rolny. Pracował jako starosta starostwa Łódź Południe oraz przewodniczący Prezydium Dzielnicowej Rady Narodowej. W latach 50. był wicedyrektorem Miejskiego Zarządu Przedsiębiorstw i Urządzeń Komunalnych oraz zastępcą kierownika Wydziału Gospodarki Komunalnej i Mieszkaniowej Powiatowej Rady Narodowej w Łodzi. Sprawował mandat radnego Wojewódzkiej Rady Narodowej. Był ławnikiem Najwyższego Trybunału Administracyjnego (uczestniczył w procesie Arthura Greisera). 

## Ordery i odznaczenia
- Złoty Krzyż Zasługi
- Srebrny Krzyż Zasługi (8 maja 1946)[3]
- Medal 10-lecia Polski Ludowej (22 grudnia 1954)[4]
- Pamiątkowy Medal z okazji 40. rocznicy powstania Krajowej Rady Narodowej (grudzień 1983)[5]